# ToneTwins
ToneTwins — белорусская продакшн-студия и музыкальный электронный проект, созданный двумя молодыми продюсерами Андреем Катиковым и Владом Пашкевичем в 2016 году.

## История создания
Идея проекта родилась в 2015 году, когда Андрей Катиков и Влад Пашкевич начали обсуждать идею по скайпу на расстоянии. В 2016 году было решено открыть продакшн-студию. Одними из первых музыкальных коллективов, спродюсированных ToneTwins были Naviband, представители Беларуси на Евровидении 2017. Тогда же, в 2016 году, была начата работа над дебютным альбомам. Кроме того, на протяжении 2016—2018 гг. студия продюсировала таких музыкантов, как Val, Мікіта и др.

## Участники проекта
- Андрей Катиков — музыкант и саунд-продюсер, выпускник Berklee College of Music — вокал, композитор[1].
- Влад Пашкевич — музыкант и саунд-продюсер, студент факультета межкультурных коммуникаций Минского государственного лингвистического университета, Победитель республиканского конкурса гитаристов Virage Guitars — 2014. — вокал, композитор[1].

## Дискография
- 2018 — Здесь есть кто-нибудь?[5]
  1. Здесь есть кто-нибудь?
  2. Лучшее ещё впереди (feat. Валерий Дайнеко)
  3. Напополам (feat. MIKITA)
  4. К дальним звёздам (feat. Naviband)
  5. Ближе
  6. На скорости (feat. Николь Кнаус)
  7. Ответ (feat. Daniel Pertsev)
  8. Не для нас (feat. Влад Чижиков)
  9. .мы (feat. Val)
  10. Afterparty (feat. Бакей)